# Crayon Pop
Crayon Pop (hangul: 크레용팝) foi um girl group sul-coreano formado em 2012 pela Chrome Entertainment. O grupo era composto por cinco integrantes: Soyul, Geummi, Ellin, Choa e Way. Debutou oficialmente em 19 de julho de 2012 no programa coreano M! Countdown, com a música "Saturday Night". Em seguida, veio o lançamento de seu primeiro EP, "Crayon Pop 1st Mini Album", que infelizmente não foi um sucesso comercial. A popularidade aumentou com o lançamento de "Bar Bar Bar", que começou a atrair o interesse do público e passou a se tornar viral, devido à sua roupas e coreografias únicas. "Bar Bar Bar" aos poucos começou a subir nos Charts coreanos de música digital, eventualmente atingindo posições superiores da maioria das grandes listas dos Charts em tempo real, inclusive atingindo o número # 1 no Billboard semanal do K- Pop Hot 100 da coreia pela primeira vez depois de um total de 6 semanas de lançamento. Em 13 de agosto de 2013, a agência de Crayon Pop, Chrome Entertainment assinou um contrato de parceria com a Sony Music. A Sony esteve envolvida na publicação de futuros álbuns do Crayon Pop, bem como auxiliou em atividades promocionais no país e no exterior. O Crayon Pop Teve seu disband em 2018.

## História

### Pré-estréia
O grupo foi inicialmente nomeado "Hurricane Pop" (que significa "Furacão do Pop"), composto pelas membros Serang, Geummi, Ellin, Choa, e Soyul.
Serang, (ex-líder do grupo feminino dissolvido Coin Jackson), deixou o grupo durante o pré debut de suas promoções iniciais, a fim de prosseguir uma carreira de atriz. Way, irmã gêmea mais nova de Choa, foi então adicionada para preservar o grupo como um quinteto. O grupo foi mais tarde renomeado para Crayon Pop antes de seu debut.
Soyul fazia parte de uma dupla K-Pop chamado Chic'6 Muscats antes de se juntar ao Crayon Pop. Way também tinha envolvimento anterior na indústria da música como um membro da banda indie N. Dolphin, ela deixou o grupo quando dada a oportunidade de se juntar a sua irmã em Crayon Pop.

### 2012: estréia
Crayon Pop começou suas promoções no Japão, usando seu tempo lá para filmar vídeos de música para o seu clipe de estreia. O grupo estreou oficialmente em 24 de junho de 2012 com o lançamento de ambos os vídeos de música coreanos e japoneses para o seu primeiro single "Bing Bing".
Depois de vários teasers, o vídeo da música para o seu segundo single "Saturday Night", foi lançado em 17 de julho de 2012. A versão japonesa, bem como uma versão alternativa do original com novas imagens foram liberadas em 24 de julho de 2012.
Seu primeiro EP, "Crayon Pop 1 Mini Álbum", foi lançado em 18 de julho de 2012, que incluía tanto "Bing Bing" e "Saturday Night", atualmente esse álbum é considerado "raro". As meninas fizeram a sua estreia oficial no palco no dia seguinte em 19 de julho de 2012, apresentando "Saturday Night" no  Mnet's M! Countdown.
O grupo lançou o seu segundo EP "Dancing Queen" em 23 de outubro de 2012, que consistia em um novo single "Dancing Queen", juntamente com uma versão alternativa de "Bing Bing".

### 2013: Sucesso no Japão e Comeback com "Bar Bar Bar"
Retornando às promoções japonesas, Crayon Pop realizou um mini concerto em 6 de janeiro de 2013, em Shibuya, Tóquio. Os ingressos foram colocados à venda em 11 de dezembro de 2012, e se esgotaram em menos de uma hora. Como resultado da demanda considerável de fãs incapazes de comprar ingressos, Chrome Entertainment anunciou que outro concerto japonês seria realizado em uma data post
Em 25 de janeiro de 2013 Crayon Pop fez seu retorno oficial, realizando uma versão remixada de " Bing Bing " com a nova coreografia no KBS Music Bank, antes de fazer uma aparição no MBC Show! Music Core no dia seguinte.
Tendo assegurado aos fãs japoneses de outro concerto na sequência de seu bem sucedido mini concerto em Tóquio, Chrome Entretenimento encenou um segundo mini concerto, desta vez em Osaka, em 22 de fevereiro de 2013.
Em 8 de junho de 2013 Crayon Pop realizou uma versão preview de sua nova música "Bar Bar Bar" (Hangul: 빠 빠빠). A 'Story Version' de Bar Bar Bar teve seu upload para o YouTube em 13 de junho antes do lançamento digital da música em 20 de junho de 2013. Após o lançamento de uma "Dance Version" da música "Bar Bar Bar" em 23 de junho de 2013, Crayon Pop logo atraiu o interesse de todos, apesar de suas roupas diferentes e sua coreografia única. Elas conseguiram ficar no topo da parada da Billboard' Korea K-Pop Hot 100 há mais de um mês. Enquanto a música se tornou viral, "Bar Bar Bar" aos poucos começou a subir nas paradas de música digitais coreanas, acabou atingindo as posições superiores a maioria dos principais artistas das listas de gráfico em tempo real. "Bar Bar Bar" ficou em # 1 no gráfico semanal da Billboard's Korea K-Pop Hot 100 pela primeira vez depois de um total de 6 semanas de lançamento. Elas solidificaram seu status viral quando "um vídeo paródia de sua coreografia foi ao ar na SNL Korea" em agosto.
Em março de 2014, "Bar Bar Bar" tem atualmente mais de 17 milhões de visualizações no YouTube.
Em 25 de agosto de 2013 Crayon Pop se apresentou pela primeira vez nos Estados Unidos. O grupo executou as canções "Bar Bar Bar" e "Dancing Queen" na convenção anual KCON, que aconteceu em Los Angeles Memorial Sports Arena a partir de agosto 24-25, 2013.
Apesar de vir de uma empresa não muito conhecida, Crayon Pop gravou sua primeira vitória no KBS Music Bank com "Bar Bar Bar" no dia 30 de agosto de 2013, batendo Growl do EXO.
Na sexta-feira, 22 de novembro de 2013 Crayon Pop colaborou com um duo norueguês, Ylvis para realizar um show especial no Mnet Asian Music Awards (MAMA). Crayon Pop, mais tarde, recebeu seu primeiro prêmio importante ao vencer o Melhor Novo Artista Feminino enquanto Ylvis ganhou o prêmio de Artista Internacional Favorito, respectivamente.
Crayon Pop lançou seu MV para seu single digital de Natal, "Lonely Christmas" em 1 de dezembro, mais tarde, fez sua volta aos palcos no Mnet's M! Countdown em 5 de dezembro.

### 2013: Rádio Debut (Reino Unido) e Fan Meeting na Austrália
Na terça-feira 1 de outubro e sábado 5 de outubro de 2013 Crayon Pop falou no programa de rádio do Reino Unido dedicado à música coreana, K-Pop Korner. Apesar de não falar Inglês, o grupo explicou a Adam Riley quem eram e expressaram seu desejo de trabalhar com One Direction.
Uma entrevista escrita expandida posteriormente foi publicada em 2 de novembro de 2013 no site de mídia do Reino Unido, Cubed3, onde as membros discutiram como elas gostariam de ver Psy imitar a dança do vídeo Bar Bar Bar, que tipo de jogos elas gostam e vários outros assuntos.
Em 3 de novembro de 2013, Crayon Pop foi ao exterior para Sydney, Austrália por uma semana para realizar e participar de dois separados evento de assinatura de fãs. Crayon Pop também apareceu no programa da Austrália ABC show, "Wacky recordistas mundiais" e do programa SBS SBSPopAsia e também fez uma performance de guerrilha em frente ao Sydney Opera House.

### 2013: Concerto Solo
Devido a crescente popularidade de Crayon pop, a Chrome Entertainment anunciou que Crayon Pop iria realizar seu primeiro concerto solo intitulado "1 POPcon em Seul". Como um gesto de agradecimento, o concerto era 100% gratuito. MYNAME, Bumkey e The SeeYa também apareceram como convidados especiais. O concerto foi realizado com sucesso em 30 de outubro de 2013.
Crayon Pop realizou seu segundo show solo em 15 de novembro de 2013, Zepp DiverCity, Tóquio, com mais de 2.000 fãs, 30 meios de comunicação, e 200 representantes da indústria da música assistiram ao concerto.

### 2014: Colaboração com Kim Jang-hoon e Lady Gaga
Em 1 de fevereiro o cantor de rock veterano  Kim Jang- hoon colaborou com Crayon Pop e lançou "Hero" para o "Projeto Bombeiro Coreia" na dedicação aos bombeiros que arriscaram suas vidas para ajudar os outros. Todo o lucro da canção seria doado para instituições de caridade e as famílias dos bombeiros. Crayon Pop e Kim Jang Hoon, mais tarde, realizaram um concerto surpresa intitulado "Cray-Hoon Pop" no Gangnam M Stage, em Seul no dia 17 de fevereiro.
Crayon Pop realizou como o ato de abertura para Hunan "Programa Festival das Lanternas" TV de 14 de fevereiro de 2014, marcando sua estreia em um programa de televisão na China Continental. Esta foi a segunda performance do Crayon Pop na China Continental, sendo a primeira no "The 23rd Qingdao International Beer Festival'' em Qingdao no dia 9 de agosto de 2013.
Em 21 de março, a estrela pop americana Lady Gaga anunciou em seu Twitter que Crayon Pop vai abrir seu próximo ArtRave:The Ball artpop em 11 cidades em toda a América do Norte a partir de 26 de junho a 22 de julho, juntamente com um link para o vídeo da música de seu hit viral " Bar Bar Bar ". Crayon Pop será o segundo k-idol a fazer aberturas dos shows de Lady Gaga, sendo a primeira Lee Jung-hyun em 2009. Devido ao anúncio, o grupo decidiu  adiar o lançamento de seu primeiro álbum full-length, que foi originalmente planejado para ser lançado em junho.

### 2014: Fan Meeting em Hong Kong & Comeback
Em 23 de março, Crayon Pop foi supervisiona e realizou seu primeiro encontro de fãs em Hong Kong, que foi assistido por mais de 1000 fãs e mais de 70 meios de comunicação.
Crayon Pop vai ter seu retorno com " UH- EE ! " (título provisório: "Hey") no final de março. As meninas estão vestidas de roupas de inspiração hanbok, com calças desenhadas para os seus joelho, saias azul céu, e uma faixa dourada em torno de sua cintura. Substituindo seus capacetes famosos por bandanas, e elas vão estar usando sapatos de borracha brancas tradicionais em vez de saltos ou tênis. Sua gravadora, Chrome Entertainment disse, "Nós usamos a roupa tradicional coreana por causa de seu conforto, praticidade e exclusividade". As meninas foram vestindo hanbok modernizado para o cumprimento e photoshoots do seu Ano Novo, e se apaixonaram por ele. Elas manifestaram ativamente que elas queriam usar roupas tradicionais. Kang Jin Woo da equipe Dumb & Dumber produtor por trás de "Dancing Queen" do Crayon Pop e "Saturday Night" criou o próximo single em vez do criador de "Bar Bar Bar" Kim Yoo Min. As meninas terão um showcase no dia 29 e têm a sua primeira volta aos palcos no dia 3 de abril na Mnet's 'Global M! Countdown.
Crayon Pop lançou um teaser do MV para seu quinto álbum, " UH- EE ! " em 23 de março de 2014. Mais tarde, elas lançaram a música no dia 1 de abril de 2014. Em 2 de abril, a canção foi denominada imprópria para a transmissão pela KBS por ter letras em japonês. Crayon Pop também lançou um vídeo aula de dança para " UH- EE " em 2 de abril, mostrando os pontos mais notáveis da sua coreografia peculiar.

### Primeiro debut solo
No dia 7 de janeiro de 2015, a maknae Soyul revelou estar se preparando para seu debut solo. Ela lançou sua música "Y-shirt" no dia 13 de janeiro de 2015, em parceria com Yang JeongMo.

### 2015: acidente de carro
Em 20 de agosto, Crayon Pop entrou em um acidente quando um ônibus bateu em seu veículo na parte traseira enquanto se dirigiam para Choongnam Susan para uma programação de desempenho em aproximadamente 18:10 KST. As meninas não foram gravemente feridas, embora todas as cinco foram hospitalizadas para observação. De acordo com várias reportagens, elas sofreram arranhões e contusões. A parte traseira da van Carnival em que viajavam foi prejudicada como resultado da colisão.

### 2016: Retorno com Doo Doom Chit e hiatus de Soyul
Crayon Pop fez seu retorno ao final de setembro com seu primeiro full álbum intitulado "Evolution Pop Vol 1" onde as meninas participaram de toda a preparação do album e criação da logo (feita plea Soyul).
Em 5 de outubro, a maknae Soyul estará se afastando por tempo indeterminado para cuidar de sua saúde. Ela foi diagnosticada com síndrome do pânico e depressão. Isso se agravou depois de várias mudanças na empresa, onde a Chrome Entertainment foi vendida, houve mudança de CEO, demissão de vários funcionários e pressão em cima do Crayon Pop para que fizesse a finalização do álbum e comeback. Em 26 de novembro foi anunciado que a líder e makanae Soyul estaria se casando com o membro do grupo H.O.T, Moon Hee Jun.

### 2017: Hiatus indefinido e saída de Soyul
Em 1 de fevereiro de 2017, a Chrome Entertainment divulgou uma declaração discutindo as expirações iminentes do contrato do Crayon Pop, anunciando que seus contratos expiram em março e anteriormente não discutiram a questão de voltar a assinar com a empresa. No dia 19 de abril de 2017, a Chrome Entertainment divulgou uma declaração sobre os contratos do grupo, afirmando que eles expiraram e as meninas seguiram seus caminhos separados, com Choa e Way procurando assinar com agências musicais, Geummi e Ellin "preparando-se para novas atividades" e Soyul permanecendo em pausa (devido ao casamento com Moon Hee Jun). Enquanto a separação não foi confirmada, os membros estariam focados em suas carreiras solo, de fato colocando o grupo em um hiato indefinido. A Chrome Entertainment divulgou mais uma declaração contradizendo isso, dizendo que o contrato da Way terminou em maio, não em março, como afirmado anteriormente.
Em 8 de maio, foi confirmado que, embora ambas as partes tenham negado repetidamente os rumores de um casamento e gravidez, Soyul estava grávida e iria dar à luz uma menina no mesmo mês.
Em 31 de maio, foi anunciado que Geummi, Ellin, Choa e Way assinaram um contrato não exclusivo no Chrome Entertainment para promover como Crayon Pop, no entanto, suas carreiras solo seriam gerenciadas por outras agências. A declaração especificou que o grupo estaria em um hiato enquanto os membros trabalhavam em suas carreiras solo. Também foi revelado que Soyul se retirou do grupo para se concentrar em sua nova família.
2018: Fim de Crayon Pop
Logo depois do casamento de Soyul e do grupo ficar em hiatus, o contrato venceu e as outras meninas saíram da empresa dando assim ao fim de Crayon Pop.

## Ex-integrantes
| Nome Artístico | Nome Artístico | Nome de Nascimento | Nome de Nascimento | Data de Nascimento            | Local de Nascimento | Posição no Grupo                                                  |
| Romanizado     | Hangul         | Romanizado         | Hangul             | Data de Nascimento            | Local de Nascimento | Posição no Grupo                                                  |
| -------------- | -------------- | ------------------ | ------------------ | ----------------------------- | ------------------- | ----------------------------------------------------------------- |
| Geummi         | 금미           | Baek Bo Ram        | 백보람             | 18 de junho de 1988 (36 anos) | Seul                | Líder, Dançarina Principal e Vocalista Guia.                      |
| Ellin          | 엘린           | Kim Min Young      | 김민영             | 2 de abril de 1990 (35 anos)  | Seul                | Dançarina Líder, Rapper Líder, Vocalista de Apoio, Face e Visual. |
| Choa           | 초아           | Heo Min Jin        | 허민진             | 12 de julho de 1990 (34 anos) | Seul                | Vocalista Principal.                                              |
| Way            | 웨이           | Heo Min Seon       | 허민선             | 12 de julho de 1990 (34 anos) | Seul                | Rapper Principal, Vocalista Líder Compositora e Maknae.           |
| Soyul          | 소율           | Park Hye Kyung     | 박혜경             | 15 de maio de 1991 (33 anos)  | Seul                | Vocalista Líder, Dançarina Guia, Rapper Guia e Maknae.            |

- Cada membro possui sua cor representativa.

## Sub-unidades

### Strawberry Milk
Foi anunciado em 2014, que o grupo teria sua primeira sub-unit, com as gêmeas, ChoA e Way. Foram lançadas fotos de prateleiras de supermercados em sua página oficial do facebook onde os fãs deveriam descobrir qual daqueles produtos representariam o nome da sub-unit. Após um tempo foi anunciado que o nome da Unit seria "Strawberry Milk". Seu debut oficial foi no dia 14 de outubro de 2014.

## Fandom
Antes de ser oficializado, os fãs do grupo se denominavam "Cuties". Após algum tempo o Fandom foi oficializado como "Sketchbooks" apenas para os fãs que fossem mais novos que a Geummi. Existe também um nome específico para os fãs que são mais velhos que a Geummi, chamados de "Pop-Jeossi".

### Fandom individual
Geummi: GeumLiDang
Ellin: El Dorado 2
ChoA: Choppa
Way: Wayland
Soyul: Versoyul 

## Críticas
O grupo é criticado por supostamente copiar o girl group japonês Momoiro Clover Z.

## Discografia

### Discografia coreana

#### Álbuns
- 2016: Evolution Pop Vol. 1

#### Mini-álbuns
- 2012: The 1st Mini Album
- 2012: Dancing Queen
- 2013: The Streets go Disco
- 2014: Pop! Pop! Pop!
- 2015: FM

#### Singles
- 2012: Saturday Night
- 2012: Bing Bing
- 2012: Dancing Queen
- 2013: Bar Bar Bar
- 2013: Lonely Christmas
- 2014: HERO (Feat. Kim Jang Hoon)
- 2014: Uh-ee
- 2014: OK! (Strawberry Milk)
- 2014: Hey Mister! (OST para o drama "Trot Lovers")
- 2014: C'mon C'mon (OST para o drama "High School - Love On")
- 2015: Y-Shirt (SoYul)
- 2016: I Hate You (OST cantado por ChoA e Way)
- 2016: Vroom Vroom
- 2016: Doo Doom Chit

### Discografia japonesa

#### Álbuns
- 2016: Crayon Pop

#### Singles
- 2012: 1,2,3,4
- 2015: RaRiRuRe (Oficial Debut no Japão)
- 2015: Dancing All Night

### Paradas musicais
| 2012             |               |     |                    |                        |  |  |  |  |  |  |  |  |
| "Bing Bing"      | —             | —   | The 1st Mini Album |                        |  |  |  |  |  |  |  |  |
| "Saturday Night" | —             | —   | The 1st Mini Album |                        |  |  |  |  |  |  |  |  |
| "Dancing Queen"  | 156           | —   | Dancing Queen      |                        |  |  |  |  |  |  |  |  |
| 2013             | "Bar Bar Bar" | 3   | 1                  | por anunciar           |  |  |  |  |  |  |  |  |
| 2016             | ''Doo Doom''  | --- | ---                | Crayon Pop TV season 3 |  |  |  |  |  |  |  |  |

## Prêmios e indicações
- 2013 MTV IGGY‘s: Artista da Semana.
- 2013 Melon Music Awards: Prêmio Hot Trend
- 2013 Mnet Asian Music Awards: Melhor Novo Artista Feminino
- 2013 Style Icon Awards: Novo Ícone
- 2013 Hawaii International Music Award Festival: Estrela em Ascensão
- 2013 Korean Update Awards: Melhor Novo Artista
- 2014 Asia Model Festival Awards: Prêmio Nova Estrela
- 2014 Gaon Chart Kpop Awards: Prêmio Hot Trend

### Indicações à prêmios
- 2013 Melon Music Awards: Prêmio Melhor Clipe
- 2013 Mnet Asian Music Awards: Artista do Ano, Melhor Performance de Dança (Grupo Feminino), BC Union Pay Som do Ano
- 2013 KBS Music Festival: Artista do Ano